# Катя Кин
Катя Кин (дат. Katja Kean, наст. имя — Сусси ла Кур (дат. Sussi la Cour); род. 7 февраля 1968, Фредериксберг, Дания) — датская порноактриса, занималась модельным бизнесом в Южной Африке. Девственности Катя лишилась в 13 лет с двадцатилетним парнем. Первый лесбийский опыт у Кати был в 20 лет.

## Порно-карьера
На съёмки Кати в порнофильмах сподвиг совместный просмотр порнофильма с мужем, фильм оканчивался рекламой, в которой студия приглашала новых лиц для съёмок в порнофильмах. Отягощённая своей работой Катя решилась и позвонила. Первые начинания на ниве порнографии для Кати связаны с известной студией Private. В первом же своём фильме, режиссировал который Пьер Вудман, Катя впервые в жизни занималась анальным сексом. Катя принимала участие в съёмках фильмов «Настоящее золото Private» (Private Solid Gold) (1997) и «Triple X Files 6: Do you know Katja Kean?» (1998), где у неё была сцена с двойным проникновением, Катя вела видеожурнал SuperMaxMagazin 8 для студии Max`s . Также ей удалось поработать с известным скандальным режиссёром Ларсом фон Триером, снявшись в фильме «Розовая тюрьма» (Pink Prison) (1999); она также снялась в фильме его компании Zentropa «Constance» (1998). В США Катя дебютировала фильмами «Ритуал» (Ritual) (1999) режиссёра Майкла Нинна и «Возбуждающие картинки» (Pin Ups) (1999) Эндрю Блейка.

## Личная жизнь
Личная жизнь Кати Кин носит спокойный характер. Она любит домашний уют и прогулки по лесу. Занимается бегом и аэробикой.

## Премии и номинации
- 2000 Номинация AVN Award Best New Starlet[2]

| Год  | Церемония | Результат | Номинация                                              | Работа     |
| ---- | --------- | --------- | ------------------------------------------------------ | ---------- |
| 2000 | AVN Award | Номинация | Лучшая актриса — видео                                 | Millennium |
| 2000 | AVN Award | Номинация | Лучшая новая старлетка                                 | н/д        |
| 2001 | AVN Award | Номинация | Best All-Girl Sex Scene — Film (вместе с Авой Винсент) | Virtuoso   |
| 2001 | AVN Award | Номинация | Best All-Girl Sex Scene — Film (вместе с Шей Суит)     | Watchers   |